# بلالکزر (اسپانیا)
بلالکزر (به اسپانیایی: Belalcázar) یک دهستان در اسپانیا است که در استان کوردوبا (اسپانیا) واقع شده‌است. بلالکزر ۳۵۵٫۹۹ کیلومتر مربع مساحت و ۲٬۴۴۶ نفر جمعیت دارد و ۴۸۸ متر بالاتر از سطح دریا واقع شده‌است.